# GPD Win
GPD Win はWindowsベースのキーボードやゲームコントローラー搭載の携帯型コンピュータ。x86ベースのデバイスで、フルバージョンの Windows 10が動作する。 このデバイスは、まずビデオゲームコンソールのエミュレーションやPCゲーム用として想定されるだろうが、デバイスの技術的な仕様の範囲内で可能などんなx86Windowsベースのアプリケーションをも実行できる。2015年10月に最初の発表があり、indiegogoやその他2つの日本と中国のクラウドファンディングサイトによる群出資で、2016年10月にリリースされた。2018年5月には、性能を向上させた「GPD Win2」が発売予定。

## 沿革
GamePad Digital (GPD)は中国、深圳にあるテクノロジー企業である。
他の製品の中で、いくつものARMアーキテクチャ上でAndroidが動く、携帯ゲームのコンソールを作っている（例:GPD XD）。GPD Winは携帯型デバイスでパソコンゲームやパソコンベースのゲームコンソールエミュレーターやVMwareやVirtualBoxクライアントなどのハイパーバイザーを動かすものである。
特徴は、x86 Windowsの携帯型PCコンソールが、ARMハードウェア上のLinuxやAndroid、あるいは独自システムのような、携帯端末で広く使われてる他のアーキテクチャやオペレーティングシステムより、はるかにゲームをサポートするパソコンやエミュレーター用であることだ。GPD はIndiegogoのページ上で、デモンストレーション動画を通じて、この機能を強く売りにしている。

## ソフトウェア
オペレーションシステムとしてWindows 10 Home が搭載され、デスクトップやラップトップで実行できるほとんどの x86 ソフトウェアが実行できる。2017年4月現在、UbuntuのようなLinux ディストリビューションで Windowsとの互換を持つLinuxカーネル用のパッチがいくつか利用可能になっている。

## ハードウェア
67個の標準キーと10個の拡張ファンクションキーを含む、典型的な QWERTYキーボードを搭載している。ゲーム用コントローラーは、同じハンドヘルドコンピュータである、OpenPandora や DragonBoxのPyra スタイルのキーボードとコントローラーレイアウトに似ており、十字キー1個、アナログスティック2個、フェイスボタン4個、ショルダーボタン4個（両肩に2個ずつ）で構成される。
当初は、CPUにIntel Atom x5-Z8500を採用する予定であった。 内蔵グラフィックは、 ベースクロック速度 200 MHz、ターボブースト最大 600 MHz の Intel HD Graphicsである。
4GBのLPDDR3-1600 RAMと64GBのeMMC 4.51 ROMを搭載しており、microSD スロット は、最大256GBまでに対応している。
筐体サイズは15.5×9.7cm。5.5インチ、1280×720 (720p)、16:9アスペクト比のH-IPS 多方向タッチスクリーンを搭載し、Gorilla Glass 3で強化されている。
オーディオには、 Realtek ALC5645を搭載し、内蔵スピーカーヘッドフォンジャックで構成されている。MP3、MP4、JPG、PNG、GIFなどの一般的なオーディオ/ビデオ/画像フォーマットをサポートする。
充電インターフェースには、USB-C（5V/2.5A）を備えた6700mAhのポリマーリチウムイオンバッテリーを搭載する。Bluetooth 4.0と802.11 b/g/n/ac（5GHzおよび2.4GHz）Wi-Fiをサポートしている。 

## 評価
GamePad Digitalは、2016年10月、支援者へのGPD Winの出荷を開始した。
Slashgear のJC TorresはGPD Winに7/10の評価を与え、「バランスが良く、期待されるニーズに応える確かな技術仕様を備えている。Linuxベースの携帯ゲーム機が主流の業界において、Windows 10ベースの携帯ゲーム機としては意欲的だ」と述べました。しかし、本体間のビルド品質のばらつきや、音質の凡庸さ（「音は大きいが、音が低い」）も指摘した。最終的に、彼はGPD Winを「並外れたデバイス」と評した。 
Linus Sebastian氏 は、自身のYouTubeチャンネル「Linus Tech Tips」でGPD Winの動画レビューを公開し、ゲームやマルチタスク機能に対応し、ハードウェアの仕様、デザイン、そして全体的な機能に満足していると述べた。価格に見合う価値があるかどうかはユーザー次第だと述べ、Winはハードウェアの進化に伴い、近い将来UMPCがどのような可能性を秘めているのかという期待を抱かせたと語った。

## 後継機
GamePad Digital は 2017 年初頭に GPD Win 2 を発表した。アナログ ノブをフレームから外側に移動したり、両側にショルダー ボタンを追加して合計 6つにしたりするなど、外部ハードウェアにいくつかの変更が加えられている。